# Tomcampbel·lita
La tomcampbel·lita o tomcampbellita és un mineral de la classe dels fosfats.

## Característiques
La tomcampbel·lita és un fosfat de fórmula química [KCl][Fe²⁺₁₄(OH)₆(PO₄)₆(PO₃OH)₂]. Va ser aprovada com a espècie vàlida per l'Associació Mineralògica Internacional en el mes de febrer de l'any 2025, i encara resta pendent de publicació. Cristal·litza en el sistema monoclínic.
Les mostres que van servir per a determinar l'espècie, el que es coneix com a material tipus, es troben conservades al Museu Mineral de la Universitat d'Arizona Alfie Norville, a Tucson (Arizona), amb el número de catàleg: 22739, i al projecte RRUFF, amb el número de mostra: R240012.

## Formació i jaciments
Va ser descoberta a la mina Dan Patch, situada a prop de la localitat de Keystone, al comtat de Pennington (Dakota del Sud, Estats Units). Aquesta mina estatunidenca és l'únic indret de tot el planeta on ha estat descrita aquesta espècie mineral.